# Yed Posterior
Yed Posterior eller Epsilon Ophiuchi (ε Ophiuchi , förkortat Epsilon Oph, ε Oph) som är stjärnans Bayerbeteckning, är en stjärna belägen i den västra delen av stjärnbilden Ormbäraren där den bildar en optisk dubbelstjärna med Delta Ophiuchi (betecknad Yed Prior). Den har en skenbar magnitud på 3,22 och är klart synlig för blotta ögat. Baserat på parallaxmätning inom Hipparcosuppdraget på ca 30,6 mas, beräknas den befinna sig på ett avstånd av ca 106 ljusår (33 parsek) från solen.

## Nomenklatur
Epsilon Ophiuchi har det traditionella namnet Yed Posterior. Yed kommer från det arabiska yad som betyder "handen". Epsilon och Delta Ophiuchi utgör vänsterhanden av Ophiuchus (ormbäraren) som håller ormens huvud (Serpens Caput). Epsilon är Yed Posterior som följer Delta Ophiuchi över himlen. År 2016 organiserade Internationella astronomiska unionen en arbetsgrupp för stjärnnamn (WGSN) med uppgift att katalogisera och standardisera riktiga namn för stjärnor. WGSN fastställde namnet Yed Posterior för denna stjärna den 5 oktober 2016, som nu är inskrivet i IAU:s Catalog of Star Names.
Yed Posterior var en medlem av den arabiska asterismen al-Nasaq al-Yamānī, den "sydliga linjen" av al-Nasaqān "Två linjer" tillsammans med Alpha Serpentis, Delta Serpentis, Epsilon Serpentis, Delta Ophiuchi, Zeta Ophiuchi och Gamma Ophiuchi.

## Egenskaper
Yed Posterior är en röd jättestjärna av spektralklass G9.5 IIIb, som anger att den har förbrukat förrådet av väte i kärnan och utvecklats bort från huvudserien. Den har en massa som är 1,85 gånger solens massa och en uppskattad radie som ca 10 gånger större än solens. Den utsänder från dess fotosfär 54 gånger mera energi än solen vid en effektiv temperatur på ca 4 920 K. 
Såsom ovanligt för jättestjärnor av klass G är Yed Posterior cyanfattig och har underskott av koldioxid. Den här stjärnans yttre skikt visar svängningar i utstrålning med en period på 0,19 dygn, vilket möjliggör tillämpning av asteroseismologins metoder. Modellerna för denna stjärna har emellertid inte kunnat fastslå om denna stjärna genererar energi genom termonukleär fusion av väte i ett skal eller fusion av helium i dess kärna. Båda fallen ger en god anpassning till stjärnans fysiska egenskaper. Den projicerade rotationshastigheten hos stjärnan är 5,7 km/s, och rotationsaxelns lutning till siktlinjen från jorden ligger inom området 41-73°.